# شهرستان رامشکوفسکی
شهرستان رامشکوفسکی (به لاتین: Rameshkovsky District) یک شهرستان در روسیه است که در استان تور واقع شده‌است.